# Familie auf Probe
Familie auf Probe ist ein deutscher Fernsehfilm der Frühling-Filmreihe von Michael Karen, der am 3. Februar 2019 erstmals im ZDF ausgestrahlt wurde.
Der Film erzählt die Geschichte der Dorfhelferin Katja Baumann, gespielt von Simone Thomalla, die Familien in Notsituationen zur Seite steht und gleichzeitig versucht Frühling in die Herzen der Menschen zu tragen. Es ist der 19. Film einer Reihe, in deren Mittelpunkt die Menschen des Dorfes mit Namen Frühling stehen.
Christoph M. Ohrt und Kristo Ferkic sind als Vater-Sohn-Gespann Jan und Adrian Steinmann dabei und Jan Sosniok als Tom Kleinke. Johannes Herrschmann ist in der wiederkehrenden Rolle als Pfarrer Sonnleitner besetzt und Caroline Ebner als Ärztin Dr. Schneiderhahn sowie Julia Beautx als Lilly Engel. Die Haupt-Gaststars dieser Folge sind Cristina do Rego, Aniya Wendel, Anne Schäfer, Ilja Bultmann, Julius Gause und Bernd Birkhahn.

## Handlung
Bei einem Klassenausflug zur Kirche in Frühling erfährt der achtjährige Liam Mehdamm, dass ein Geistlicher Geheimnisse für sich behalten muss. Das nutzt der Junge, um Pfarrer Sonnleitner anzuvertrauen, dass sein vier Jahre älterer Bruder ihm sehr oft weh tun würde. Das Kind wirkt sehr bedrückt, doch da der Pfarrer an das Beichtgeheimnis gebunden ist, bittet er Dorfhelferin Katja, sich bei Liams Familie einmal umzusehen. Auf den ersten Blick sieht es dort sehr ordentlich aus. Trotzdem berichtet Katja dem Vater der Jungen, dass sie beobachtet hätte, wie Liam von Toni sehr unschön behandelt worden wäre. Toni redet sich heraus, dass dies nur ein Spiel gewesen sei und auch Liam verrät den wahren Sachverhalt nicht. Da Katja gegen den sehr dominanten Vater, der seinen großen Sohn auch noch in Schutz nimmt, nichts weiter ausrichten kann, hinterlässt sie Liam heimlich ihre Visitenkarte. Als Rainer Mehdamm seinen Frust dann an seiner Ehefrau auslässt, wagt Liam den mutigen Schritt Katja anzurufen. Er bittet sie zu kommen, weil seine Mutter angeblich vom Fahrrad gefallen sei und Hilfe brauche. Den Eltern ist es ein wenig peinlich Hilfe anzunehmen, doch da der Familienvater Pilot ist und für zwei Tage weg muss, akzeptiert man Katja Anwesenheit.
Katja hat auf den ersten Blick gesehen, dass die Verletzungen von Anna Mehdamm nicht von einem Fahrradunfall herrühren, sondern von Schlägen. Somit überträgt sich die Gewalt zwischen den Eltern auf die Kinder, was wohl auch der Grund für Tonis Aggressionen gegenüber seinem kleinen Bruder ist. Um den Teufelskreis zu durchbrechen, rät Katja der verzweifelten Mutter zu einer Trennung von ihrem Mann. Doch die Entscheidung ist nicht leicht, zumal Toni seinen Vater verehrt und Liam befürchtet, nun von seinem Bruder noch mehr gequält zu werden. Katja zweifelt nicht daran, dass Anna Mehdamm ihren Mann trotz seiner Ausraster liebt, erklärt ihr aber, dass sie zum Wohle ihrer Kinder etwas an der derzeitigen Situation ändern müsse. Zunächst versucht Anna Mehdamm daraufhin mit ihren Söhnen zu reden und fährt mit ihnen und Katja zu einer Kinderpsychologin. Dabei wird ihr bewusst, wie sehr ihre Kinder unter der familiären Gewalt des Vaters leiden. Das hilft ihr, die Entscheidung zu treffen, das Haus der Familie mit den Kindern zu verlassen. Katja hat auch schnell eine vorläufige Lösung für das Wohnproblem, denn ein alter Schäfer, der gerade im Krankenhaus liegt, kann Hilfe auf seinem Hof gut gebrauchen. Er ist dort, seit dem Tod seiner Frau, ganz allein und Katja versorgt schon einige Zeit die Schafherde, was nun die Familie mit übernehmen könnte. Auch ist genug Platz auf dem Gehöft und die Kinder finden nach anfänglicher Skepsis sogar Gefallen an dem einfachen, naturnahen Leben. Sie genießen es, endlich ohne Angst leben zu können und ihre Mutter auch einmal wieder lachen zu sehen. Als Rainer Mehdamm jedoch nach Hause kommt und das Haus verlassen vorfindet, ist er zunächst irritiert, dann aber extrem wütend. Er bedroht seine Frau telefonisch und kündet an, ihr die Kinder wegzunehmen. Katja versucht sie zu beruhigen, was ihr nur teilweise gelingt. Rainer Mehdamm ist derweil schon auf dem Weg zur Schule, wo er Toni abfängt und ihn dazu nötigt, mit ihm zu kommen. Doch wider Erwarten weigert Toni sich bei seinem Vater zu bleiben und erklärt ihm, dass er nie so werden wolle wie er. Das trifft seinen Vater dann doch und er sieht ein, dass auch er etwas ändern muss, wenn er seine Kinder nicht ganz verlieren will. So bringt er den Jungen zu seinem neuen Zuhause und fährt dann wortlos weg. Toni bedankt sich am Ende bei Katja, dass sie für die Familie dagewesen sei.

## Produktionsnotizen
Die Episode wurde vom ZDF in Zusammenarbeit mit „Seven Dogs Filmproduktion“ und UFA Fiction produziert und im Rahmen der ZDF-„Herzkino“-Reihe ausgestrahlt. Die Dreharbeiten erfolgten vom 15. Mai bis 12. Juli 2018.

## Rezeption

### Einschaltquote
Bei der Erstausstrahlung am 3. Februar 2019 wurde Familie auf Probe in Deutschland von 5,24 Millionen Zuschauern gesehen, was einem Marktanteil von 14,2 Prozent entsprach. 

### Kritik
Rainer Tittelbach von tittelbach.tv befand: Familie auf Probe ist „ein außergewöhnlich dichtes Familiendrama, das nicht wie früher in der ‚Frühling‘-Reihe die äußeren Konflikte befeuert, sondern die Figuren zu einer ‚inneren‘ Lösung drängt.“„Was die Handlung angeht, ist ‚Familie auf Probe‘ zumindest ‚Herzkino‘ auf ‚Psychologie heute‘-Niveau – und auch filmisch weiß dieses leichtfüßige Drama zu überzeugen. Die Kamera geht häufig näher an die Figuren ran, die Autofahrten sind nicht so konventionell gestaltet wie früher – auch was den Einsatz der Pop-Songs angeht.“
Die Kritiker der Fernsehzeitschrift TV Spielfilm gaben dieser Folge den „Daumen gerade“ und fassten ihre Kritik ein weiteres Mal ähnlich ab wie bei den vorhergehenden Folgen: „Häusliche Gewalt und geschundene Kinderseelen sind die großen Themen in dieser redlich, aber vorhersehbar erzählten Folge. Süße Schafe und zwei drollige, obdachlos gewordene Lamas puffern das Drama im Nebenerzählstrang sanft ab.“ Fazit: „Seelenkitt für die Risse in der heilen Welt.“
Julian Miller von Quotenmeter.de äußerte sich wenig positiv und schrieb: „Der Ansatz dieses Films ist ja ein aufrichtiger: die Zuschauer mit ihren tatsächlichen Problemen dort abzuholen, wo sie sich tatsächlich befinden. Doch anstatt sie dann auch konsequent durch alle Schwierigkeiten an die Hand zu nehmen, lässt dieser Film sie im Regen stehen. Wäre dem Fall stattdessen auch eine sinnvolle, lebensnahe Auflösung des Konflikts um die zerrüttete Familie geglückt, hätte man über die schwülstigen Elemente von ‚Familie auf Probe‘ noch hinwegsehen können: die penetrante Süßlichkeit der Kinderfiguren, die übertriebene Gutväterlichkeit des alten Pfarrers, die merkwürdige Vorstellung, dass im einfachen bäuerlichen Leben die Erlösung von allem liegt.“